# Johann Segitz

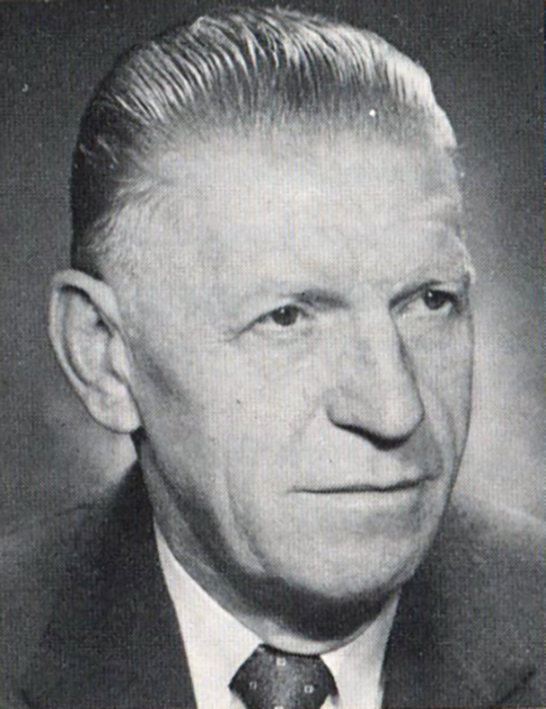
Johann-Adam Segitz

Johann-Adam Segitz (* 28. November 1898 in Fürth; † 19. Mai 1963 ebenda) war ein deutscher Politiker der SPD.
Segitz war gelernter Werkzeugmacher und schloss sich 1920 der SPD an, für die er 1930–1933 im Stadtrat von Fürth war. Bei der Reichstagswahl März 1933 war er Kandidat der SPD. In der Zeit des Nationalsozialismus wurde er zweimal verhaftet und neun Monate im KZ Dachau inhaftiert.
Nach 1945 war Segitz erneut Stadtratsmitglied von Fürth und gehörte dem Deutschen Bundestag seit dem 4. Dezember 1951, nachdem er am 2. Dezember für den verstorbenen Abgeordneten Willy Fischer im Wahlkreis Nürnberg – Fürth nachgewählt wurde, bis zum Ende der ersten Legislaturperiode 1953 an.